# 井関隆子
井関 隆子（いせき たかこ、1785年7月26日（天明5年6月21日） - 1844年12月10日（天保15年11月1日））は、江戸時代後期に活躍した女流歌人、日記作者、物語作者。

## 来歴
幕臣で大番組の庄田安僚の四女として、四谷表大番町（現在の新宿区大京町26の辺り）に生まれる。20歳の頃、大番組の松波源右衛門と結婚したが、23歳の頃に離婚。30歳の頃、納戸組頭・井関親興と再婚する。2人の間に子はなかった。井関家の屋敷は、九段坂下（現在の千代田区九段1-5の辺）にあった。文政9年（1826年）に夫が没する。以後は本を読み、歌を詠じ、日記や物語を書いて悠々自適の生涯を送ったという。天保9年（1838年）『さくら雄が物かたり』を書き終え、天保11年（1840年）までに『神代のいましめ』を書き終える。
天保11年1月1日から代表作『井関隆子日記』の執筆を開始し、天保15年（1844年）10月11日まで書き継いだ。同年11月1日、死去。

## 著書
- 『井関隆子日記』全12冊
昭和女子大学図書館が自筆本を所蔵。天保11年（1840年）1月1日から天保15年（1844年）10月11日までの900日間の日記。天候、地震、四季折々の自然の変化、出来事や様々な見聞、人物・社会・政治・学問・文学への批評等が記されている。特に子の親経や孫の親賢から伝えられる江戸城内の様子が詳細に書き留められている点が貴重。江戸時代の日記文学としても歴史的資料としても価値があるとされる[4][3]。
- 『さくら雄が物かたり』 6巻1冊
自筆本が東北大学附属図書館・狩野文庫に収まる。平安朝の『竹取物語』『伊勢物語』『源氏物語』等の構想を借りて、現実の仏教界を厳しく批判したものとされる[5]。
- 『神代のいましめ』写本、墨付28葉
昭和女子大学図書館所蔵の鈴木重嶺「翠園叢書」巻26に収録。平安朝の散逸物語『隠れ蓑』等に構想を得て創られた物語で、首席老中批判を通して人間の表裏の二面性を描いている[4][3]。
- 『いなみ野』吉海直人所蔵の写本『物かたり合』墨付54葉の内、5葉
播磨国印南野を舞台にした物語。隆子はすすき・尾花が大好きで、その思いを作品化したもの[6]。
- 『井関隆子長短歌』
『秋野の花』に短歌が収録されている。また『井関隆子日記』にも800首ほどの長歌・短歌が収録されている。
- 『しのびね』写本、1冊
静嘉堂文庫蔵。擬古物語。井関隆子が頭注、傍注を追加したもの。書写も井関隆子と推測される[7]。

## 書写本
- 桑原やよ子著『宇津保物語考』　写本1冊、静嘉堂文庫蔵。
- 蔵田茂樹『恵美草』（惠み艸、石井文海 画、みなもとのたか子 跋、天保11年 写本1冊）国立国会図書館蔵、1840年。
- 吉田兼好著『徒然草』　巻子本1巻、箱に｢雅文　源隆子｣とあり、『徒然草』第15段、第189段の書写[8]。